# Kelly Gray (musicista)
Kelly Gray (Washington, 20 giugno 1963) è un produttore discografico e chitarrista statunitense.
Attualmente suona la chitarra nel progetto Operation: Mindcrime del cantante Geoff Tate dei Queensrÿche.
Come produttore ha lavorato per Dokken, Candlebox, Nevermore e altri.

## Discografia
Con i Myth
- Arabia

Con i Queensrÿche
- Q2K (1999): produzione, chitarre
- Live Evolution (2001): chitarre
- Sign of the Times: The Best of Queensrÿche (2007): chitarre in alcune tracce
- Take Cover (2007): chitarre nella traccia 11
- American Soldier (2009): produzione, composizione, chitarre aggiuntive
- Dedicated to Chaos (2011): produzione, composizione, chitarre aggiuntive

Con i Slave to the System
- Slave to the System (2002/2006): registrazione, missaggio, chitarre, voce

Con i Queensryche featuring Geoff Tate
- Frequency Unknown (2013): chitarre

Con Geoff Tate
- Kings & Thieves (2012): registrazione, missaggio, composizione, chitarre, basso aggiuntivo